# Paris-Roubaix 2000
Paris-Roubaix 2000 a fost a 98-a ediție a Paris-Roubaix, o cursă clasică de ciclism de o zi din Franța. Evenimentul a avut loc pe 9 aprilie 2000 și s-a desfășurat pe o distanță de 272 kilometri până la velodromul din Roubaix. Câștigătorul a fost Johan Museeuw din Belgia de la echipa Mapei–Quick-Step.

## Rezultate
| Loc | Concurent               | Echipă                               | Timp       |
| --- | ----------------------- | ------------------------------------ | ---------- |
| 1   | Johan Museeuw (BEL)     | Mapei–Quick-Step                     | 6h 47' 00" |
| 2   | Peter Van Petegem (BEL) | Farm Frites                          | + 15"      |
| 3   | Erik Zabel (GER)        | Team Telekom                         | + 15"      |
| 4   | Tristan Hoffman (NED)   | Memory Card–Jack & Jones             | + 15"      |
| 5   | Stefano Zanini (ITA)    | Mapei–Quick-Step                     | + 15"      |
| 6   | George Hincapie (USA)   | U.S. Postal Service Pro Cycling Team | + 15"      |
| 7   | Marc Wauters (BEL)      | Rabobank                             | + 15"      |
| 8   | Franco Ballerini (ITA)  | Lampre–Daikin                        | + 15"      |
| 9   | Steffen Wesemann (GER)  | Team Telekom                         | + 21"      |
| 10  | Andrea Tafi (ITA)       | Mapei–Quick-Step                     | + 1' 18"   |